# Аззедин, Рашид
Раши́д Аззеди́н (фр. Rachid Azzedine; род. 24 сентября 1982, Париж) — французский боксёр, представитель лёгкой весовой категории. Выступал за сборную Франции по боксу в конце 2000-х — начале 2010-х годов, победитель турниров национального и международного значения, участник летних Олимпийских игр в Лондоне.

## Биография
Рашид Аззедин родился 24 сентября 1982 года в Париже. Активно заниматься боксом начал в возрасте шестнадцати лет, проходил подготовку в коммуне Торси департамента Сена и Марна. Одновременно со спортивной карьерой по ночам подрабатывал водителем такси.
Впервые заявил о себе в 2006 году, выиграв бронзовую медаль на чемпионате Франции в зачёте лёгкой весовой категории. Год спустя вошёл в состав французской национальной сборной и взял бронзу на международном турнире Box-Am в Испании.
В 2008 году одержал победу на чемпионате Франции и завоевал Кубок Франции по боксу. Побывал на чемпионате Европы в Ливерпуле, где сумел дойти до стадии четвертьфиналов, проиграв россиянину Леониду Костылёву. Помимо этого, вновь выиграл Box-Am и занял первое место на международном турнире «Таммер» в Финляндии.
На чемпионате Франции 2009 года получил бронзу, тот же результат показал и в зачёте национального первенства 2010 года. Начиная с этого времени регулярно принимал участие в матчевых встречах полупрофессиональной лиги WSB.
Благодаря череде удачных выступлений в лиге WSB Аззедин удостоился права защищать честь страны на летних Олимпийских играх 2012 года в Лондоне. Тем не менее, провёл на играх только один поединок — уже на предварительном этапе встретился с американцем Хосе Рамиресом и в близком противостоянии потерпел от него поражение со счётом 20:21. Вскоре после окончания этой Олимпиады принял решение завершить спортивную карьеру, уступив место в сборной молодым французским боксёрам.